# Anděla Řičánková
Anděla Řičánková (* 5. dubna 1946) byla česká a československá politička Komunistické strany Československa a poslankyně Sněmovny národů Federálního shromáždění za normalizace. Po roce 1989 komunální politička za KSČM.

## Biografie
K roku 1981 se profesně uvádí jako členka JZD. V roce 1986 se zmiňuje jako členka JZD, bytem Hostěrádky-Rešov.
Ve volbách roku 1981 zasedla za KSČ do české části Sněmovny národů (volební obvod č. 59 - Vyškov-Hodonín, Jihomoravský kraj). Mandát obhájila ve volbách roku 1986 (obvod Vyškov-Brno-venkov). Ve Federálním shromáždění setrvala do konce funkčního období, tedy do voleb roku 1990. Netýkal se jí proces kooptací do Federálního shromáždění po sametové revoluci.
Politicky se angažovala i po sametové revoluci. V komunálních volbách roku 2002 byla zvolena do zastupitelstva obce Hostěrádky-Rešov za KSČM. Uvádí se tehdy jako dělnice. Za KSČM v této obci kandidovala i v komunálních volbách roku 2006, ale nebyla zvolena.